# Боно, Маттео
Маттео Боно (итал. Matteo Bono; род. 11 ноября 1983, Оме, провинция Брешиа, области Ломбардия, Италия) — итальянский профессиональный шоссейный велогонщик, выступающий за команду UAE Team Emirates.

## Достижения
2007
- 1-й на этапе 6 Тиррено — Адриатико
- 1-й на этапе 3 Тура Романдии
- 1-й на этапе 1 Тура Польши

2011
- 1-й на этапе 5 Энеко Тур

## Статистика выступлений наГранд Турах
| Гранд Тур | 2007 | 2008 | 2009 | 2010 | 2011 | 2012 | 2013 | 2014 | 2015 | 2016 | 2017 |
| --------- | ---- | ---- | ---- | ---- | ---- | ---- | ---- | ---- | ---- | ---- | ---- |
| Джиро     | 139  | -    | 123  | 86   | -    | 99   | -    | 77   | -    | -    | -    |
| Тур       | -    | 117  | -    | 98   | 93   | -    | сход | -    | 118  | 136  | 111  |
| Вуэльта   | -    | -    | -    | -    | -    | -    | 143  | -    | -    | -    |      |